# ジフルオロアセチレン
ジフルオロアセチレン(Difluoroacetylene)は、炭素とフッ素からなる化合物で、分子式はC2F2である。直線状分子で、2つの炭素原子が三重結合し、両末端にフッ素原子が位置する。アセチレンのフッ素アナログである。ジフルオロアセチレンの合成は難易度が高く、爆発の危険性がある上に収量が少ないが、単離され、核磁気共鳴や赤外分光法等で性質が測定されている。二重結合を含みポリアセチレンのアナログであるフッ素樹脂の前駆体として重要である。

## 関連文献
- Trifu, Roxana Melita (1999). Homopolymers of dihaloacetylenes (Ph.D. thesis, University of Illinois at Chicago)